# カササギの計略
『カササギの計略』（カササギのけいりゃく）は、才羽楽による日本の小説。巻末解説は、ときわ書房本店の宇田川拓也。

## 概要
2015年の第14回『このミステリーがすごい!』大賞で、最終候補に残るも落選。しかし、隠し玉（編集部推薦）として、加筆・修正を加えた後2016年7月に宝島社文庫より刊行された。
出版時の帯では「心温まるホワイトどんでん返し」と紹介されている。同じく同年の隠し玉を受賞した枝松蛍の『何様ですか?』も同時に刊行され、こちらは帯で「戦慄のブラックどんでん返し」と紹介されており、どちらの帯にも「今年の隠し玉は白と黒」というキャッチコピーが付けられている。

## ストーリー
大学生の岡部がアルバイトを終えてアパートに帰宅すると、部屋の前に見知らぬ女がしゃがみこんでいた。彼女は華子と名乗り、岡部と交わした約束のために現れたというが、岡部にそんな記憶は一切無かった。アルバイト先の先輩社員である勝矢からは、絶対に深入りはするなと忠告されていたが、なし崩しに同棲生活を送ることになってしまう。同棲生活を送る中で、次第に華子に惹かれるようになる岡部であったが、華子が難病に侵されていると知り…。